# (19204) Joshuatree
Pour les articles homonymes, voir The Joshua Tree (homonymie).
(19204) Joshuatree est un astéroïde de la ceinture principale.

## Description
(19204) Joshuatree est un astéroïde de la ceinture principale. Il fut découvert le 21 juin 1992 à l'observatoire Palomar par Jean Mueller. Il présente une orbite caractérisée par un demi-grand axe de 2,30 UA, une excentricité de 0,25 et une inclinaison de 24,2° par rapport à l'écliptique.

## Compléments